# Front Patriòtic (Zàmbia)
El Front Patriòtic (PF) és un partit polític socialdemòcrata de Zàmbia. Va ser format per Michael Sata com a escissió del Moviment per a la Democràcia Multipartidista (MMD) l'any 2001 després que el president Frederick Chiluba nomenés Levy Mwanawasa com a candidat presidencial per a les eleccions de 2001. Va obtenir la victòria a les eleccions presidencials i a l'Assemblea Nacional durant tres legislatures seguides (2011-2021)

## Història
L'any 2000, després que Frederick Chiluba perdés un intent de canviar la constitució per permetre'l presentar-se a un tercer mandat, Michael Sata va pensar que seria avalat com a candidat presidencial del MMD. En una votació secreta, Chiluba va nomenar personalment Mwanawasa i va votar perquè fos el candidat presidencial. Enfadat per aquest gir dels esdeveniments, Sata va deixar el MMD i va fundar el PF el 2001. Poc temps abans el partit ja va patir una important escissió amb la creació del Partit Unit per al Desenvolupament Nacional. Sata es va convertir en líder del PF i va ser el seu candidat presidencial per a les eleccions generals del 2001, on va obtenir el 3,4% dels vots i va quedar setè dels onze candidats. A les eleccions a l'Assemblea Nacional el partit va rebre el 2,8% dels vots, guanyant un sol escó.
Sata va tornar a ser el candidat presidencial del partit a les eleccions generals de 2006, aquesta vegada va quedar segon després de Levy Patrick Mwanawasa amb el 29% dels vots. Amb la seva quota de vots a l'Assemblea Nacional augmentant fins al 23%, el partit va obtenir 43 escons, convertint-se en el major partit de l'oposició. Després de la mort de Mwanawasa, el 2008 es van celebrar eleccions presidencials anticipades. Sata va quedar segon darrere del candidat de MMD Rupiah Banda amb el 38% dels vots davant el 40% de Banda.
Les eleccions generals de 2011 van veure una inversió del resultat de 2008, amb Sata superant Banda per un marge del 42% a 35%. El PF també es va convertir en el partit més important de l'Assemblea Nacional, guanyant 60 dels 150 escons. No obstant això, Sata va morir en el càrrec l'octubre de 2014. El vicepresident Guy Scott va assumir el càrrec de president interí fins que es van celebrar eleccions el gener de 2015. Edgar Lungu va ser seleccionat com a candidat del partit i va guanyar les eleccions amb el 48% dels vots. El 2016, Edgar Lungu va tornar a guanyar com a president amb un 50,35%, superant Hakainde Hichilema, per 100.530 vots o un 2,72%.
Abans de les eleccions generals del 2021, Amnistia Internacional va expressar públicament la seva preocupació per la violació de les llibertats civils, les repressions contra la dissidència i els assassinats policials mentre el partit tenia el poder polític. Així però, el partit va perdre tant a nivell legislatiu com a les presidencials davant el UPND, obligant a tornar al Front a l'oposició.

## Resultats electorals

### Eleccions presidencials
| Any  | Líder        | Vots      | %      | Resultat |
| ---- | ------------ | --------- | ------ | -------- |
| 2001 | Michael Sata | 59,172    | 3.40%  | Derrota  |
| 2006 | Michael Sata | 804,748   | 29.37% | Derrota  |
| 2008 | Michael Sata | 683,150   | 38.13% | Derrota  |
| 2011 | Michael Sata | 1,170,966 | 41.98% | Electe   |
| 2015 | Edgar Lungu  | 807,925   | 48.33% | Electe   |
| 2016 | Edgar Lungu  | 1,860,877 | 50.35% | Electe   |
| 2021 | Edgar Lungu  | 1,870,780 | 38.71% | Derrota  |

### Eleccions legislatives
| Any  | Vots      | %      | Escons   | +/– | Pos. | Govern   |
| ---- | --------- | ------ | -------- | --- | ---- | -------- |
| 2001 | 49,362    | 2.82%  | 1 / 159  | Nou | Nou  | Oposició |
| 2006 | 622,864   | 22.96% | 43 / 159 | 42  | 2n   | Oposició |
| 2011 | 1,037,108 | 38.42% | 60 / 159 | 17  | 1r   | Minoria  |
| 2016 | 1,537,946 | 42.01% | 80 / 156 | 20  | = 1r | Majoria  |
| 2021 | 1,722,718 | 35.70% | 60 / 156 | 20  | 2n   | Oposició |